# Contea di Weixin
La contea di Weixin (威信县S, Wēixìn XiànP) è una contea della Cina, situata nella provincia di Yunnan e amministrata dalla prefettura di Zhaotong.